# Eridolius astenoctenus
Eridolius astenoctenus är en stekelart som beskrevs av Dmitriy R. Kasparyan 1984. Eridolius astenoctenus ingår i släktet Eridolius och familjen brokparasitsteklar. Inga underarter finns listade i Catalogue of Life.